# Andrés Flores
Andrés Alexander Flores Mejía, dit El Ruso (né le 31 août 1990 à San Salvador au Salvador), est un footballeur international salvadorien jouant au poste de milieu de terrain ou d'avant-centre.

## Biographie
Après quatre saisons au Cosmos de New York, Andrés Flores rejoint les Timbers de Portland en MLS le 24 janvier 2018.

## Palmarès
- Isidro-Metapan
  - Champion du Salvador en Clausura 2009, Clausura 2010, Apertura 2010 et Apertura 2011
- Cosmos de New York
  - Vainqueur du Soccer Bowl en 2016
  - Vainqueur du championnat printanier de la NASL en 2015
  - Finaliste du Soccer Bowl en 2017